# 花城街站
花城街站是广州东环城际的一个车站，位于中国广东省广州市花都区花城街道花都大道凤凰北路口东侧，于2020年11月30日启用。

## 车站结构

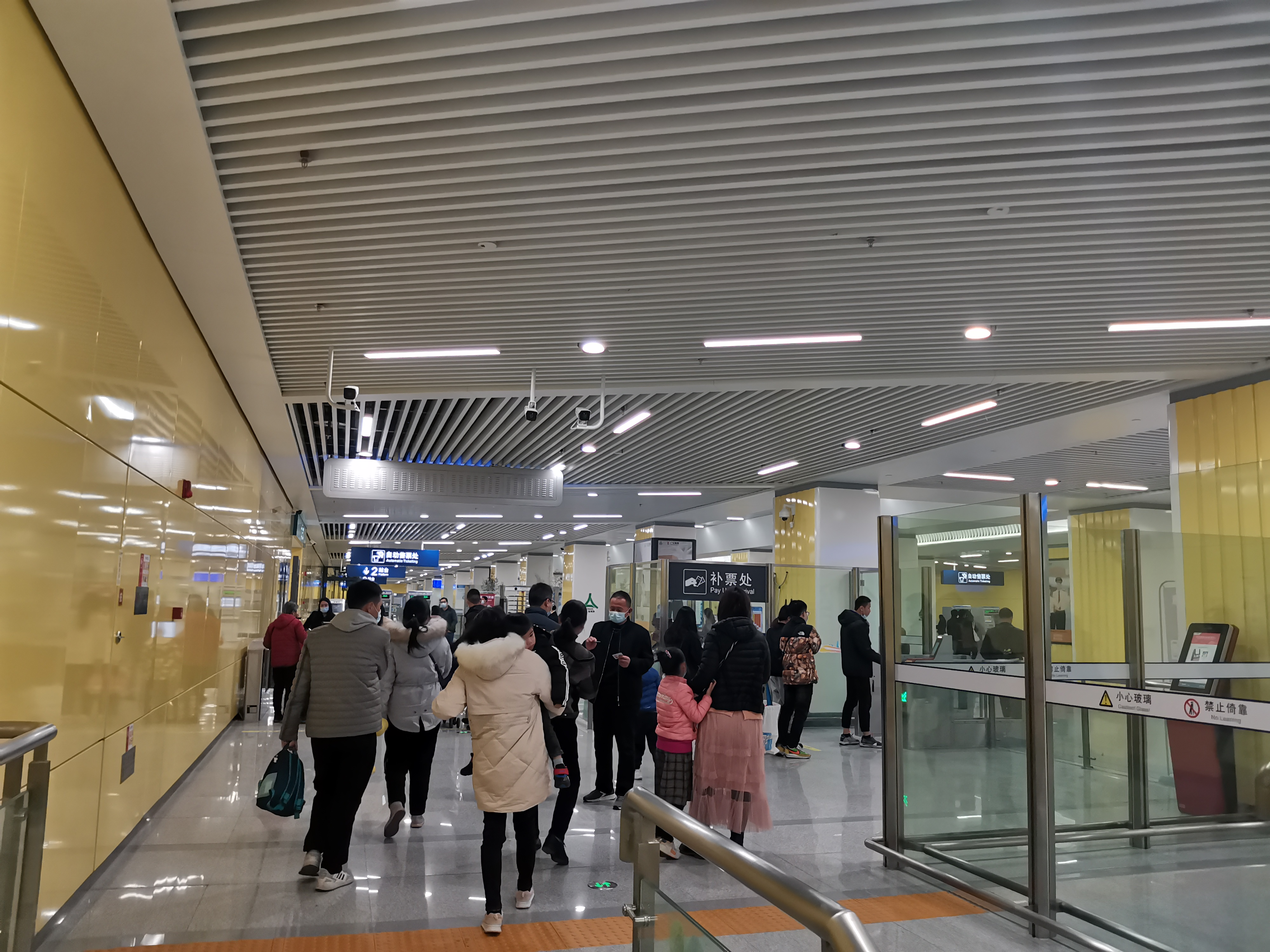
站厅层

本站为地下二层双柱三跨框架结构，侧式站台，车站总长944米，基坑最大宽度32米，开挖深度23米，采用明挖顺做法施工。车站建筑分为车站主体交通区与物业开发预留区两部分，车站交通区总建筑面积2.56万平方米，车站预留区总建筑面积3.2万平方米。

### 车站楼层
| 地面     | 出入口   | 进站口、出站口                              |          |          |
| 地下一层 | 站厅     | 售票处、候车区                              |          |          |
| 地下二层 | 侧式站台 | 侧式站台                                    | 侧式站台 | 侧式站台 |
|          | 2站台    | 广州东环城际 白云机场北方向（下站：花山镇） |          |          |
|          | 1站台    | 广州东环城际 花都方向（下站：花都）         |          |          |
|          | 侧式站台 |                                             |          |          |

### 出入口
花城街站开通时设有4个出入口供乘客进出车站。
|                                           |                                                       |      |          |                                      |
| 編號                                      | 设施                                                  | 图片 | 出口指示 | 建議前往的目的地                     |
| A                                         | 无障碍通道标志 · 扶手电梯标志                         |      | 花都大道 | 蓝楹街、凤凰北路                     |
| B                                         |                                                       |      | 花都大道 | 蓝楹街                               |
| C                                         | 盲道标志 · 升降机标志 · 无障碍通道标志 · 扶手电梯标志 |      | 蓝楹街   | 广州融创乐园                         |
| D                                         | 无障碍通道标志 · 扶手电梯标志                         |      | 蓝楹街   | 广州融创乐园、融创茂、公交融创乐园站 |
| 註： 設有 \| 設有 \| 設有 \| 設有扶手電梯 |                                                       |      |          |                                      |

## 接驳交通
| 公交 \| 编号 \| 编号 \| 线路 \| 线路 \| 线路 \| 收费 \| 备注 \| \| ---- \| ------------- \| --------------------- \| --------------------- \| --------------------- \| --------------------- \| --------------------- \| \| \| 花8 \| 平西村 \| ⇆ \| 东镜村 \| 2元 \| \| \| \| 花19 \| 融创公交总站 \| ⇆ \| 马溪 \| 2元 \| 30–120分/班 \| \| \| 花19A花19快线 \| 已于2025年6月5日停办 \| 已于2025年6月5日停办 \| 已于2025年6月5日停办 \| 已于2025年6月5日停办 \| 已于2025年6月5日停办 \| \| \| 花31 \| 天马河公馆 \| ⇆ \| 天贵雅苑 \| 2元 \| \| \| \| 花36 \| 永利路西 \| ⇆ \| 秀全中学 \| 2元 \| \| \| \| 花92 \| 已于2024年5月18日停办 \| 已于2024年5月18日停办 \| 已于2024年5月18日停办 \| 已于2024年5月18日停办 \| 已于2024年5月18日停办 \| \| \| 花75A \| 已于2025年6月5日停办 \| 已于2025年6月5日停办 \| 已于2025年6月5日停办 \| 已于2025年6月5日停办 \| 已于2025年6月5日停办 \| \| \| 夜花76 \| 已停办 \| 已停办 \| 已停办 \| 已停办 \| 已停办 \| |               |                       |                       |                       |                       |                       |
| 编号 | 编号          | 线路                  | 线路                  | 线路                  | 收费                  | 备注                  |
| | 花8           | 平西村                | ⇆                     | 东镜村                | 2元                   |                       |
| | 花19          | 融创公交总站          | ⇆                     | 马溪                  | 2元                   | 30–120分/班           |
| | 花19A花19快线 | 已于2025年6月5日停办  | 已于2025年6月5日停办  | 已于2025年6月5日停办  | 已于2025年6月5日停办  | 已于2025年6月5日停办  |
| | 花31          | 天马河公馆            | ⇆                     | 天贵雅苑              | 2元                   |                       |
| | 花36          | 永利路西              | ⇆                     | 秀全中学              | 2元                   |                       |
| | 花92          | 已于2024年5月18日停办 | 已于2024年5月18日停办 | 已于2024年5月18日停办 | 已于2024年5月18日停办 | 已于2024年5月18日停办 |
| | 花75A         | 已于2025年6月5日停办  | 已于2025年6月5日停办  | 已于2025年6月5日停办  | 已于2025年6月5日停办  | 已于2025年6月5日停办  |
| | 夜花76        | 已停办                | 已停办                | 已停办                | 已停办                | 已停办                |

## 历史
本站在规划和施工阶段被称为天贵路站，并于2015年12月26日正式开工建设。随后，车站根据所在的花城街道被定名为花城街站。
2020年11月30日，车站随广州东环城际铁路开通而启用。
2022年春运期间，车站B口曾暂时改为应急疏散口、C口曾暂时关闭，春运结束后已恢复。

## 未来发展
建设中的广花城际（广州地铁18号线北延段）将在现有花城街站的西北侧设站。18号线车站为地下三层14m岛式车站，全长734.9m，共设5个出入口，可与广州东环城际和远期规划的地铁35号线实现通道换乘。车站于2022年7月5日开始围蔽，同年11月开始动工，2025年1月完成基坑开挖。